# Кирилл (Ильинский)
Кирилл (в миру Константин Иванович Ильинский; 15 апреля 1870, село Синдожь, Вологодский уезд, Вологодская губерния — 1947) — обновленческий архиепископ Тотемский, до 1923 года — епископ Русской православной церкви, епископ Тотемский, викарий Вологодской епархии.

## Биография
Родился 15 апреля 1870 года в селе Синдожь Вологодского уезда Вологодской губернии (ныне деревня Синдошь Вологодского района Вологодской области) в семье псаломщика.
В 1886 году окончил Вологодское духовное училище. В 1893 году окончил Вологодскую духовную семинарию по второму разряду.
4 октября 1914 года пострижен в монашество епископом Александром (Трапицыным).
18 апреля 1915 года назначен исполняющим обязанности настоятеля Тотемского Спасо-Суморина монастыря. 20 марта 1916 года назначен настоятелем данного монастыря с возведением в сан игумена.
В рамках организованной властями кампания по вскрытию мощей 17 апреля 1919 года специально созданная для этой цели комиссия вскрыла раку с мощами преподобного Феодосия Тотемского. Вскрытие раки вызвало бурю протестов православных жителей города, в связи с чем архимандрит Кирилл был арестован 29 мая 1919 года вместе с другими тотемскими священниками.
18 июля 1919 года губернский ревтрибунал в составе председателя и 2-х членов приговорил игумена Кирила к расстрелу, но приговор был кассирован в Москве и президиум ВЦИК постановлением от 4 сентября 1919 года заменил меру наказания 5 годами лишения свободы.
Назначен настоятелем Корнилиево-Комельского монастыря, располагавшегося в Грязовецком уезде Вологодской епархии. Исполнял обязанности благочинного монастырей Первого округа Вологодской епархии. Возведён в сан архимандрита.
13 июня 1921 года хиротонисан во епископа Тотемского, викария Вологодской епархии. 16 августа 1922 года ушёл на покой с местопребыванием в Павло-Обнорском монастыре.
14 ноября 1922 года признал обновленческое ВЦУ, уклонившись таким образом в обновленческий раскол. Вступил в брак.
В том же году утверждён епископом Тотемским, викарием Вологодской обновленческой епархии.
В июне 1924 года был участником обновленческого всероссийского предсобрного совещания.
10 марта 1925 года был назначен епископом Великоустюжской обновленческой епархии, уже 24 апреля того же года возвращён на Тотемское викариатство Волгодской обновленческой епархии.
13 мая 1927 года был возведён в сан архиепископа в честь пятилетнего юбилея обновленчества.
6 сентября 1932 года избран членом обновленческого Северного краевого метрополитанского церковного управления.
29 апреля 1936 года был арестован в деревне Синдошь Северного края. 15 октября того же года постановлением Специальной коллегии Северного краевого суда был приговорён к десяти годам исправительно-трудовых лагерей. Срок заключения отбыл.
Умер в 1947 году. Если год смерти верен, то к этому времени он должен был принести покаяние и быть принятым в общение с Церковью в сане епископа, так как в 1943—1946 годы происходил массовый переход обновленческого клира в Патриаршую церковь. Тем не менее, ни в одной работе, посвящённой последним годам обновленчества, его имя не упоминается.
1 марта 1993 года в соответствии с Законом РСФСР «О реабилитации жертв политических репрессий» от 18 октября 1991 года был реабилитирован (АУФСБ. ФАСД. Д. 6104).